# 2020 FY30
2020 FY30, também escrito como 2020 FY30, é um objeto transnetuniano que está localizado no disco disperso, uma região do Sistema Solar. Ele possui uma magnitude absoluta de 4,6 e tem um diâmetro estimado de 517 quilômetros.

## Descoberta
2020 FY30 foi descoberto no dia 24 de março de 2020 pelos astrônomos Scott Sheppard, David Tholen e Chad Trujillo, por meio do Observatório de Mauna Kea, no Havaí.

## Órbita
A órbita de 2020 FY30 tem uma excentricidade de 0,497 e possui um semieixo maior de 69,983 UA. O seu periélio leva o mesmo a uma distância de 35,229 UA em relação ao Sol e seu afélio a 104,737 UA.